# Tredje industriella revolutionen
Den tredje industriella revolutionen eller den digitala revolutionen kan användas som begrepp att elektromekanisk teknik och analog elektronik ersattes av digitalteknik i industrien.
Det kan också användas för steget från produktionsorienterad tillverkning till kundefterfrågad tillverkning och en tjänstesektor som växer relativt till tillverkningsindustrin. Denna utveckling inleddes i slutet av 1940-talet i USA och kan ses som försteget till det moderna informationssamhället.